# Charlottesville
Pour l’article homonyme, voir Charlottesville Reservoir.
Charlottesville est une ville indépendante de l'État de Virginie aux États-Unis, située dans le comté d'Albemarle, dont elle est le siège. Selon le recensement de 2010, elle compte 43 475 habitants. Elle est le siège de la prestigieuse Université de Virginie. Thomas Jefferson y vécut jusqu'à sa mort dans sa demeure dénommée Monticello.
Charlottesville abrite les bureaux du National Radio Astronomy Observatory, l'observatoire McCormick ainsi que le CFA Institute. Elle possède également deux hôpitaux, le Martha Jefferson Hospital et le University of Virginia Health System Hospital.
Le « National Ground Intelligence Center » (NGIC), un centre de renseignements scientifiques et techniques sur les forces au sol étrangères, se trouve au nord de la ville.
Selon le Bureau du recensement des États-Unis, la surface totale est de 26,7 km2. Charlottesville se situe à 185 kilomètres de Washington, D.C. et à 113 de Richmond.

## Géographie

### Situation
Charlottesville se situe au centre du Commonwealth de Virginie, sur les rives de la Rivanna, un affluent de la James River.

### Climat
Charlottesville possède un climat tempéré subtropical humide sans saison sèche et avec un été chaud (Cfa) selon la classification de Köppen-Geiger. Il pleut bien plus en été qu'en hiver à cause de l'humidité ambiante, apportant ainsi de nombreux orages. Il fait en moyenne 14.3°C sur l'année.

## Histoire

### XVIIIesiècleauXXesiècle
Charlottesville est fondée en 1762, le long d'une route de commerce appelée Three Notch'd Road (en) (aujourd'hui l'U.S. Route 250) menant de Richmond à la Grande Vallée Appalachienne. Son nom est un hommage à Charlotte de Mecklembourg-Strelitz, épouse du roi George III.
Durant la guerre d'indépendance américaine, l'armée de la Convention (britanniques) y est basée de 1779 à 1781. Le 4 juin 1781, Jack Jouett, héros de la Révolution américaine, prévient les représentants de la Virginie, réunis à Monticello, de l'arrivée imminente de Banastre Tarleton, leur permettant ainsi d'y échapper de peu.
Contrairement à la plupart des communes de Virginie, Charlottesville est épargnée par la guerre de Sécession. La seule bataille à s'y dérouler est l'escarmouche de Rio Hill, durant laquelle George Armstrong Custer est repoussé par la milice locale confédérée. La ville fait plus tard sa reddition pour éviter d'être incendiée.
La première église noire de Charlottesville est fondée en 1864 (auparavant, il était interdit aux Noirs d'avoir leurs propres lieux de culte, même s'ils pouvaient fréquenter les églises blanches).

### XXIesiècle
Le 12 août 2017, la manifestation « Unite the Right » organisée par plusieurs groupes d'extrême-droite pour protester contre la décision de la municipalité d'enlever la statue du général sudiste Robert Lee dégénère lorsque le terroriste d'extrême-droite James Alex Fields fonce au volant de sa voiture dans un groupe de contre-manifestants, tuant une femme Heather Heyer et faisant 35 blessés.

## Démographie
| Groupe            | Charlottesville | Virginie | États-Unis |
| ----------------- | --------------- | -------- | ---------- |
| Blancs            | 69,1            | 68,6     | 72,4       |
| Afro-Américains   | 19,4            | 19,4     | 12,6       |
| Asiatiques        | 6,4             | 5,5      | 4,8        |
| Métis             | 3,0             | 2,9      | 2,9        |
| Autres            | 1,9             | 3,3      | 6,4        |
| Amérindiens       | 0,3             | 0,4      | 0,9        |
| Total             | 100             | 100      | 100        |
|                   |                 |          |            |
| Latino-Américains | 5,1             | 7,9      | 16,7       |

Selon l'American Community Survey, pour la période 2011-2015, 85,70 % de la population âgée de plus de 5 ans déclare parler l'anglais à la maison, 4,27 % déclare parler l'espagnol, 2,72 % une langue chinoise, 1,21 % l'arabe, 0,64 % le français, 0,55 % le coréen et 4,27 % une autre langue.

## Culture
Pour une ville de taille relativement modeste, Charlottesville possède de nombreux attraits. Les touristes viennent y faire de la montgolfière ou de la randonnée, à côté de divertissements culturels de niveau national : la ville fut en outre la rampe de lancement du Dave Matthews Band.
Trois présidents américains (Thomas Jefferson, James Madison et James Monroe) sont originaires de la région de Charlottesville. D'ailleurs, Monticello, le manoir de Jefferson, est situé à environ 10 kilomètres du centre-ville, en surplomb de la Ash Lawn-Highland, la demeure de Monroe (qui abrite tous les étés un festival d'opéra).
La proximité du Parc national de Shenandoah offre activités de loisirs et paysages époustouflants aux détours des chemins de randonnée. La route pittoresque du Skyline Drive traverse le parc dans sa longueur, alternant lacets dans les forêts épaisses et vues panoramiques sur les hauteurs.
Le centre-ville de Charlottesville sert de centre des affaires au comté d'Albemarle. Il abrite le Downtown Mall, une des zones piétonnes les plus étendues des États-Unis, et ses magasins et restaurants. Le théâtre Paramount, rénové, y propose divers événements, dont des spectacles de Broadway et des concerts. On trouve aussi le Virginia Discovery Museum et un amphithéâtre en extérieur de 3 500 places, le Charlottesville Pavilion. À quelques pâtés de là, Court Square, le centre originel de Charlottesville, où plusieurs bâtiments historiques remontent à la fondation de la ville en 1762.
Charlottesville abritait aussi deux statues équestres en bronze, classées au registre national des lieux historiques, des deux plus célèbres généraux sudistes, celle de Robert Lee et celle de Stonewall Jackson, toutes deux retirées de leurs emplacements respectifs le 10 juillet 2021. La fonte de la statue du général Lee est rapportée dans la presse en octobre 2023.

## Économie

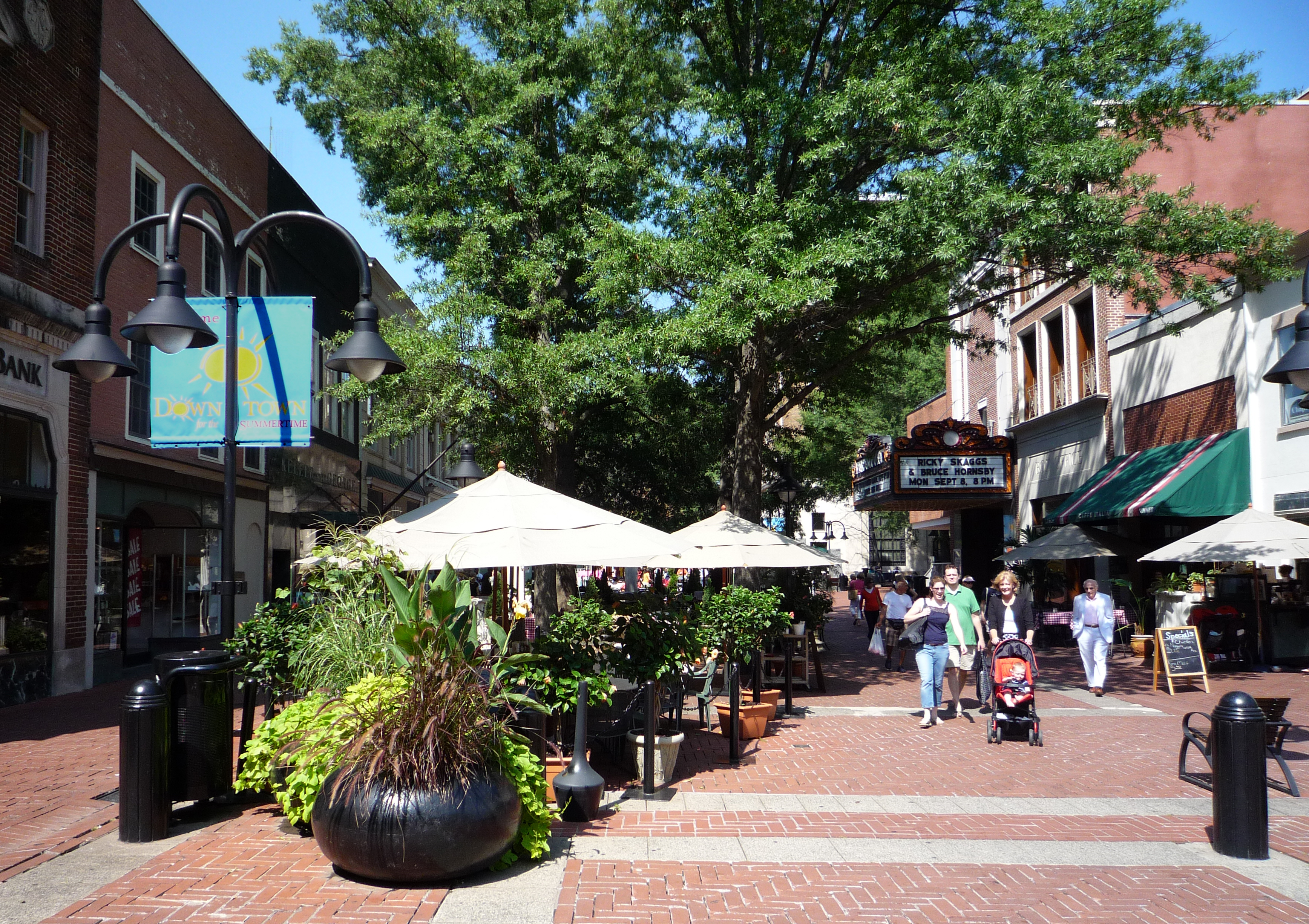
Downtown Mall.

Charlottesville est desservie par l'aéroport Charlottesville-Albemarle Airport (code AITA : CHO).

## Université
Charlottesville abrite l'université de Virginie. Chaque année, plus de 20 000 étudiants y affluent. Elle est principalement basée dans la partie ouest de la ville, avec le village académique de Thomas Jefferson comme centre névralgique. Cette partie de l'université est connue sous le nom du Lawn (la pelouse), une longue esplanade herbeuse couronnée par deux bâtiments célèbres : la Rotonde (conçue par Jefferson lui-même) et le Old Cabell Hall (conçu par Stanford White). Le long du Lawn se trouvent les chambres réservées aux élèves les plus remarquables. Non loin de la Rotonde, le musée d'art de l'université de Virginie expose une partie des 10 000 objets de sa collection.
Parmi ses anciens étudiants, se trouvent William Faulkner, Gertrude Stein, Truman Capote et Gore Vidal, et Julien Green.

## Dans la fiction
Le roman Alice et les Plumes de paon de Caroline Quine, paru en 1956, se déroule essentiellement à Charlottesville.

## Jumelages
- Besançon (France) depuis 2004 ;
- Pleven (Bulgarie) ;
- Poggio a Caiano (Italie) ;
- Winneba (Ghana).